# Wojciech Bełżecki
Wojciech Bełżecki herbu Jastrzębiec – stolnik buski w latach 1769–1769, skarbnik grabowiecki w latach 1762–1768.
W 1764 roku wyznaczony przez konfederację do lustracji dóbr królewskich i innych dóbr w powiatach bełskim i lubaczowskim województwa bełskiego.
Pochowany w 1783 roku w kościele Franciszkanów Reformatów w Przemyślu.